# 山本杏奈
山本 杏奈（やまもと あんな、1997年11月30日 - ）は、日本のアイドルであり、女性声優アイドルグループ・=LOVEのメンバー・リーダー。
女性ローカルアイドルユニット・SPL∞ASHの元メンバーである。
広島県出身。代々木アニメーション学院所属。愛称はあんにゃ。

## 略歴
- 小学3年生の頃よりアクターズスクール広島に通い始める[4]。

### SPL∞ASH時代
2010年
- 9月8日、SPL∞ASH（第1期生[5]）としてデビュー。後にリーダーに就任する[3]。

2014年
- 1月26日、オスカープロモーションと青二プロダクション、博報堂が共同で開催した容姿と声の2つの要素に“美しさ”を兼ね備えた女優・声優を発掘する「第1回全日本美声女コンテスト」にファイナリストとして本選大会に出場[6]。

2016年
- 12月18日、SPL∞ASHを卒業[7]。

### =LOVE時代
2017年
- 4月19日、指原莉乃と代々木アニメーション学院が共同で開催した声優アイドルオーディションに合格。
- 12月9日、全国握手会のライブの途中で=LOVEのリーダーに就任することが発表される[2]。

 2018年 
- 10月17日発売の4thシングル「Want you! Want you!」収録の「今、この船に乗れ!」で髙松瞳とWセンターを務める。初のセンター[8]。

2020年
- 5月15日、動画配信サービスのSHOWROOMで1000日連続生配信を達成[9]。

2021年
- 12月28日、「SHOWROOM AWARD 2021 イコノイ賞」を受賞した[10]。

 2022年 
- 5月25日発売の11thシングル「あの子コンプレックス」収録の「笑顔のレシピ」で初の単独センター[8]、「僕のヒロイン」で初めて振付を担当した[11]。
- 8月6日、「TOKYO IDOL FESTIVAL 2022」の「STU48 瀬戸内PR部隊Season2」のステージに広島ゆかりのアイドルとしてゲスト参加し、STU48キャプテン・今村美月や≠ME・永田詩央里らと「花は誰のもの？」を歌唱した[12]。
- 9月28日発売の12thシングル「Be Selfish」収録の「真夜中マーメイド」の振付を担当した[13]。
- 12月1日、「山本杏奈 1日遅れの誕生日おめでとう SHOWROOM」にて、翌年2月9日の「まいにちアイドル2000日」をもってSHOWROOMの連続生配信を一区切りすることとソロ楽曲・特別衣装・MVの制作をかけた達成型企画の開始が発表された。同月2日、累計2.5億ポイントを達成しソロ楽曲の制作が決定。同月21日、累計2.75億ポイントを達成し特別衣装の制作が決定。翌年1月14日、累計3億ポイントを達成しMV制作が決定した[14]。

2023年
- 2月9日、SHOWROOM「まいにちアイドル2000日」を達成した[14]。
- 3月27日、先述の企画で制作が決定した初ソロ曲「おかえり、花便り」のMVが公開され、翌日には音楽配信も開始した[14]。
- 4月7日、佐々木舞香と共にYouTubeチャンネル「イコラブのあんまい」を開設。

## 人物
- 地元・広島愛が強い[15]。初のソロ曲「おかえり、花便り」のMVも本人の希望で、広島県内で撮影されている[14]。
- 広島を本拠地とするサンフレッチェ広島、広島東洋カープを応援しており[16]、SPL∞ASH時代には、2014年から3年間サンフレッチェ・レディースとして活動していた[17]。当時、サンフレッチェ広島の一番好きな選手に千葉和彦を挙げている[18]。2024年には「それ行けカープ リレー映像」の1人として登場している[19]。
- 2022年現在、マツダスタジアムのカープ戦で始球式をすることを夢に掲げている。そのために、広島に帰るたびに父親とキャッチボールで練習している[20]。
- SPL∞ASHでの担当カラーは青[21]、=LOVEでは黄色と青。
- 卒業後もSPL∞ASH、アクターズスクール広島との関係は続いており、アクターズスクール広島20周年記念Tシャツをデザインしている[22]。また、初のソロ曲「おかえり、花便り」のMVのロケ地の１つに選ばれている[14]。
- 小学生のころは板野友美や後藤真希が好きだった。その後、板野友美を入口にAKB48にハマり、大島優子や山本彩、やがてはNMB48の一期生も好きになった[4][16][20]。

## 出演

### テレビ番組
- 旅ランTV (広島ホームテレビ、不定期番組)

### 舞台
- あにてれ×=LOVE ステージプロジェクト
  - けものフレンズ（2018年2月15日 - 18日、AiiA Theater Tokyo） - ダイアウルフ 役[23]
  - ガールフレンド（仮）（2018年7月16日 - 22日、品川プリンスホテル クラブeX） - 篠宮りさ 役

### ウェブ番組
- 山本杏奈のヒロジョじゃけん！（2022年3月8日 - 、2U）[24]

### ラジオ番組
- GIRLS♥GIRLS♥GIRLS =REDZONE=山本杏奈の真夜中Labo（FM FUJI）（2019年4月1日〜2020年3月深夜番組、2020年4月〜2021年12月〈23:00に移行〉)

### ゲーム
- ステーションメモリーズ!（2017年、シャルロッテ＝フォン＝ハノーファ〈初代〉）[25]

### その他
- それ行けカープ 著名カープファンリレー映像（2024年）[19]

## 振付
- 僕のヒロイン - 「あの子コンプレックス」収録曲[11]
- 真夜中マーメイド - 「Be Selfish」収録曲[26]
- この空がトリガー RELAY DANCE ver. - 「この空がトリガー」収録曲 ※振付アレンジを担当[27]